# Chris Sabin
Joshua "Josh" Harter (nascido em 4 de fevereiro de 1982), mais conhecido pelo seu nome no ringue de Chris Sabin, é um lutador americano de wrestling profissional. Ele trabalha atualmente para a WWE na marca SmackDown.
Depois de ser treinado por Scott D'Amore, Sabin estreou em 2000 pela Border City Wrestling, e rapidamente começou a competir para inúmeras outras promoções independentes. Em 2003, Sabin se juntou a NWA Total Nonstop Action, e rapidamente ganhou o Campeonato da X Division, que mais tarde unificou com o Campeonato Internacional dos Pesos-Médios da WWA. Ao longo dos anos seguintes, Sabin competiu principalmente na X Division da TNA, até formar os The Motor City Machine Guns com Alex Shelley em meados de 2007. Sabin ganhou um total de 14 títulos enquanto estava na TNA, conquistando uma vez o Campeonato Mundial dos Pesos-Pesados, dez vezes o Campeonato da X Division e três vezes o Campeonato Mundial de Duplas da TNA com Alex Shelley. Sabin também é conhecido por suas aparições na New Japan Pro Wrestling onde conquistou uma vez o IWGP Junior Heavyweight Tag Team Championship e o Strong Openweight Tag Team Championship e Ring of Honor (ROH), onde ele foi uma vez campeão mundial de duplas da ROH.

## Carreira no wrestling profissional

### Inicio de carreira
Harter começou a treinar como um lutador em Michigan na escola NWA Great Lakes Pro. Após a escola começar a ter dificuldades, ele viajou para Windsor, Ontário e completou a sua formação com Scott D'Amore e "Amazing" N8 Mattson na Can-Am Wrestling School. Ele estreou em 2000, após um treinamento de quatro meses, como "Chris Sabin", e começou a trabalhar para D'Amore na promoção Border City Wrestling e em promoções independentes em Michigan.

### Total Nonstop Action Wrestling

#### Campeão da X Division (2003–2007)
Sabin se juntou a Total Nonstop Action Wrestling em abril de 2003 e ganhou o TNA X Division Championship apenas um mês depois, em 14 de maio, derrotando o campeão Amazing Red e Jerry Lynn em uma luta three–way dance, depois de uma assistência de Triple X. Após o combate, Sabin virou um vilão e se juntou a Triple X no Sports Entertainment Xtreme. Seu reinado terminou depois de três meses quando ele perdeu para Michael Shane na primeira luta Ultimate X da história em 20 de agosto.
Em 3 de setembro daquele ano, Sabin, agora um mocinho, ganhou o 2003 Super X Cup, tornando-se assim o candidato número um pelo Campeonato da X Division. Ele recuperou o Campeonato da X Division em 7 de janeiro de 2004, derrotando Shane, Christopher Daniels e Low Ki na segunda luta Ultimate X  da história. Ele foi destituído do título em 31 de março de 2004, após uma lesão no joelho que o deixou incapaz de defendê-lo.
Depois de voltar de lesão, Sabin participou da World X Cup em maio de 2004, formando equipe com Jerry Lynn, Christopher Daniels e Elix Skipper. Em 26 de maio, a equipe dos Estados Unidos derrotou as equipes do México, Canadá  do Japão em um evento pay-per-view de duas horas, que viu as equipes lutarem entre si em uma variedade de combates. Nas finais, Sabin lutou contra o canadense Petey Williams e o mexicano Héctor Garza em uma luta Ultimate X, que Sabin ganhou quando ele pegou um grande "X" vermelho que havia sido suspenso acima do ringue em cabos de aço.
Pelo restante de 2004, o Sabin disputou o Campeonato da X Division. Ele venceu outra luta Ultimate X em 9 de novembro de ganhar outra chance pelo título em posse de Petey Williams. No Turning Point 2004 em 5 de dezembro, no entanto, Williams foi capaz de garantir uma vitória com a ajuda de um par de soqueiras. Sabin teve outra chance de disputar o título no Final Resolution em 16 de janeiro de 2005, em uma luta Ultimate X com Williams e A.J. Styles, mas o combate e o título foram vencidas por Styles.
Ao longo de 2005, Sabin rivalizou com Michael Shane, agora lutando como Matt Bentley. Em setembro de 2005, ele começou uma rivalidade com Shocker, que foi interrompida quando Shocker foi incapaz de voltar do México para a sua luta prevista para o Unbreakable em 11 de setembro, em vez disso, Sabin enfrentou Petey Williams e venceu depois de aplicar um Cradle Shock.

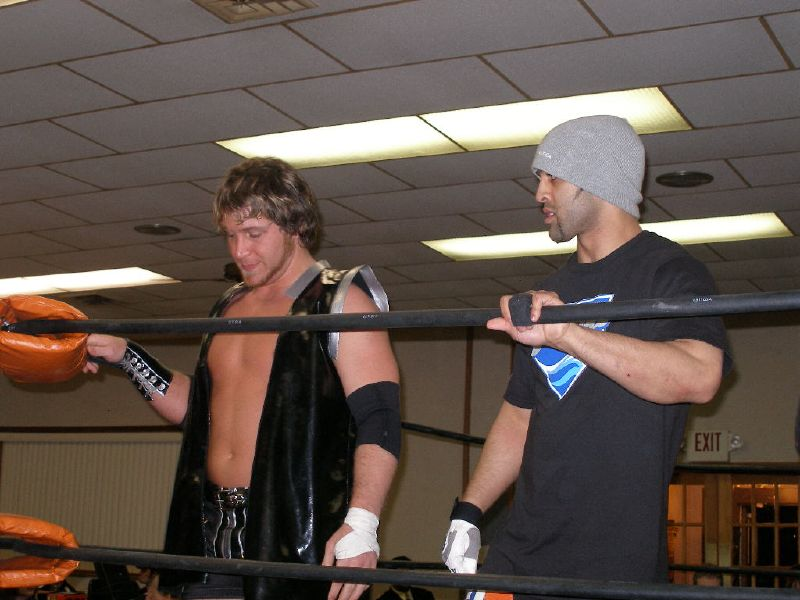
Sabin (à esquerda) e Sonjay Dutt (à direita) em um evento da Chikara em 2007.

Em 2006, Sabin principalmente fez parceria com Sonjay Dutt, com grande efeito, derrotando o Team Canada em um torneio de duplas para determinar os desafiantes ao NWA World Tag Team Championship no episódio do TNA Impact!. No evento Against All Odds, Sabin e Dutt foram derrotados por Chris Harris e James Storm (America's Most Wanted) em uma luta pelo NWA World Tag Team Championship. Em 11 de março, Chris Sabin derrotou Alex Shelley e Sonjay Dutt em uma luta 3-way para representar os Estados Unidos no "International X Division Showcase" no Destination X 2006, se juntando a Jay Lethal nao Team TNA no próximo World X Cup Tournament. Mais tarde, naquele mês, Sabin foi hospitalizado com uma grave concussão depois de tomar quatro golpes na cabeça durante um show pela Northeast Wrestling (NEW) no dia 25 de março, em Bristol, Connecticut . Ele foi libertado depois de passar por uma tomografia. Sabin atuou como o capitão da equipe dos Estados Unidos no World X Cup 2006, derrotando Puma da equipe do México, ganhando 3 pontos, e em 18 de maio, derrotando Petey Williams em uma luta de morte súbita de desempate, vencendo a World X Cup para a equipe americana.
No episódio do TNA Impact! de 1 de junho de 2006, Sabin correu para o ringue para ajudar Jay Lethal, que estava sendo atacando por Alex Shelley e Kevin Nash em outra "surra na X Division" de Nash. Nash evitaria um confronto físico com Sabin, apenas para ser desafiado para uma luta por Sabin no Slammiversary 2006 que Nash foi capaz de vencer.
Sabin mais tarde se tornou o candidato número um pelo TNA X Division Championship, derrotando Alex Shelley no TNA Hard Justice 2006. Sabin entraria em um ângulo com outros lutadores X Division para promover o filme Jackass: Number Two, imitando acrobacias realizadas no filme para mostrar o lado mais leve da X Division, algo que o então campeão Senshi reprovava. Desde então, Sabin tentaria tirar o título do Senshi em várias ocasiões. Em 22 de outubro de 2006, Sabin derrotou Senshi depois de usar um Inside Cradle para para se tornar pela terceira vez Campeão da X Division no Bound for Glory 2006. Em 2 de novembro de 2006 no episódio do TNA Impact!, ele perdeu o título para A.J. Styles na luta pelo torneio Fight for the Right.
Antes da luta, Sabin mostrou sinais de vilão quando ele expressou seu desdém pelo pioneiro da X- Division, Jerry Lynn por duvidar de seu foco em uma entrevista com Christy Hemme. Sabin completou seu sua transformação em um vilão duas semanas mais tarde, quando ele se recusou a ajudar seu colega Sonjay Dutt de um ataque de Samoa Joe. Sabin desafiou Christopher Daniels no Genesis pelo Campeonato da X Division, mas falhou. Depois de ganhar uma luta three–way contra seus ex-aliados Sonjay Dutt e Jay Lethal, ele mais uma vez desafiou Daniels no Turning Point mas perdeu.
No Final Resolution 2007, Sabin venceu o Campeonato da X Division em uma luta que envolveu o então campeão Christopher Daniels e Jerry Lynn. Sabin passou a rivalizar com Lynn pelo título, derrotando-o no Against All Odds 2007 por usar as cordas do ringue para realizar o pinfall. No Destination X, Sabin derrotou Lynn em uma luta de duas quedas para reter o Campeonato da X Division. Após a luta, no entanto, um homem mascarado, que mais tarde foi revelado ser Christopher Daniels, atacou tanto Sabin e Lynn. No Lockdown, Sabin manteve o seu título contra Alex Shelley, Sonjay Dutt, Jay Lethal e Shark Boy em uma luta Six Sides of Steel Xscape. No Sacrifice Sacrifice, ele manteve o seu título contra Sonjay Dutt e Jay Lethal, por realizar o pinfall em Dutt. Sabin perdeu o título no Slammiversary para Lethal. Sabin recebeu uma revanche no Impact! contra Lethal e Samoa Joe, mas Sabin sofreu  a contagem depois de bater Joe com um Muscle Buster.

#### The Motor City Machine Guns (2007–2012)

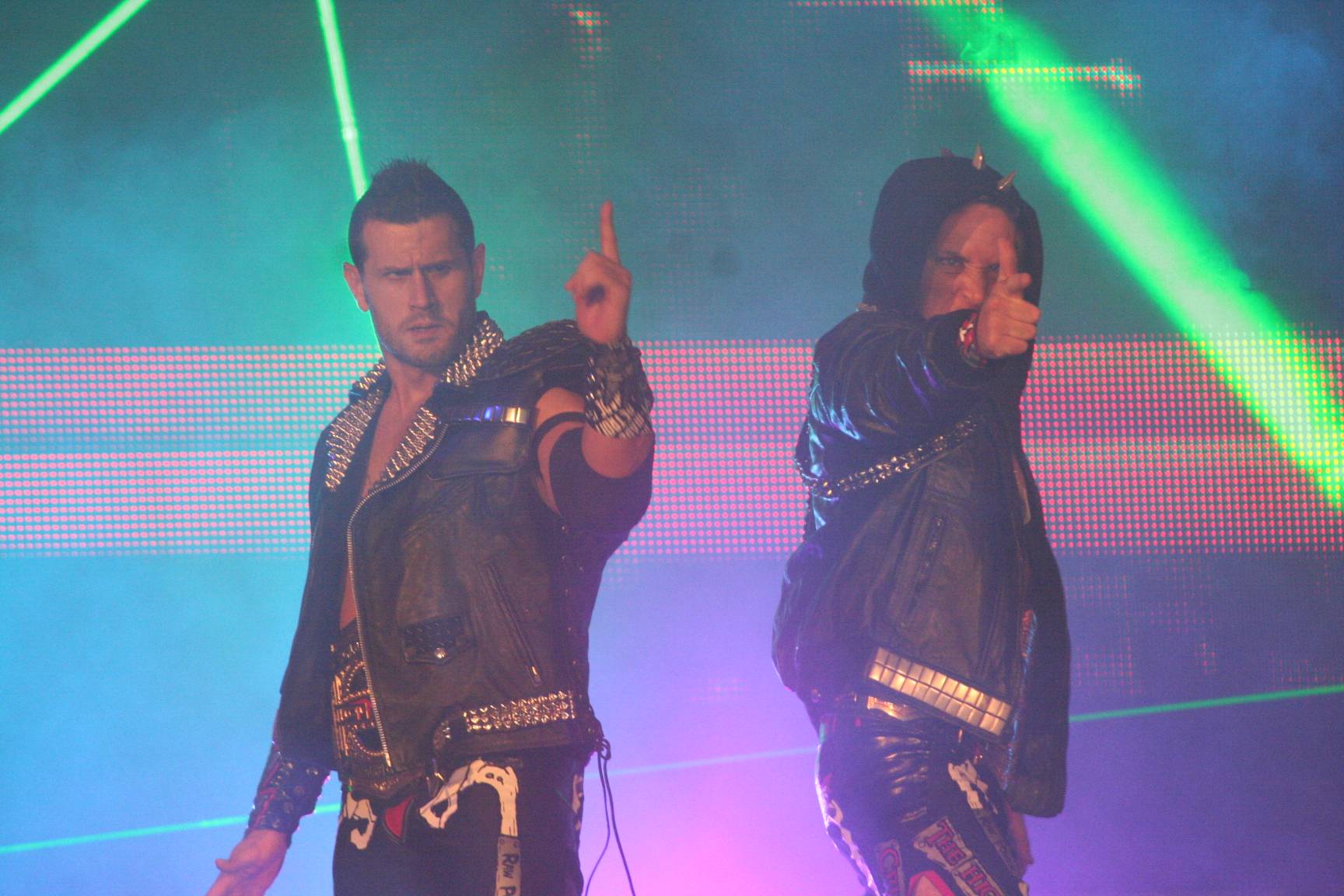
Sabin (direita) e Alex Shelley como os The Motor City Machine Guns.

No verão de 2007, Sabin formou uma dupla com Alex Shelley, conhecidos como os The Motor City Machine Guns. Os dois foram se unindo em várias promoções independentes antes de sua formação como uma equipe na TNA. Sabin e Shelley começaram uma rivalidade com o Team 3D, se tornando em mocinhos, o que resultou no Team 3D atacar constantemente a X Division a cada semana. Eles derrotaram 3D no Genesis 2007. Ele competiu na World X Cup como parte da equipe dos Estados Unidos/TNA, juntamente com Alex Shelley e ficaram invictos como uma dupla ganhando duas lutas de duplas e uma luta de eliminação de doze equipes.
Sabin e Shelley viraram vilões, quando, após uma luta com B.G. James e Eric Young, Sabin deu um tapa na cara de James. Sabin e Shelley perderam uma luta pelo TNA World Tag Team Championship no Turning Point para Beer Money, Inc..
Sabin e Shelley viraram mocinhos, em seguida, juntou-se a The Frontline. Durante dezembro de 2008, Sabin classificou-se para as finais do torneio pelo título da X Division, após derrotar Sonjay Dutt e Kiyoshi. Em 11 de janeiro de 2009, no Genesis, Sabin foi derrotado por seu parceiro de duplas Alex Shelley pelo título da X Division. Sabin e Shelley flutuaram através de várias histórias, não vistos ou ouvidos por um tempo. Sabin e Shelley finalmente começaram a aparecer no meio da multidão com vários sinais, como "Sim, nós ainda trabalhamos aqui". Seria dada então a sua própria mesa de transmissão para Sabin e Shelley e, ocasionalmente, faziam comentários em várias lutas. Em 22 de outubro no episódio do Impact!, Sabin e Shelley ganhariam umaluta Ultimate X contra Lethal Consequences para se tornarem os desafiantes número pelo TNA World Tag Team Championship. No episódio de 29 de outubro do Impact!, Sabin sofreu uma concussão durante uma luta contra o Team 3D após sofrer um golpe na cabeça, mas foi anunciado que ele não ficou ferido. No Turning Point, a The British Invasion (Doug Williams e Brutus Magnus) derrotaram Sabin e Shelley e Beer Money, Inc. em uma luta de três duplas para reter os campeonatos de duplas da TNA. No mês seguinte, no Final Resolution, a The British Invasion derrotou Sabin e Shelley para manter mais uma vez seus títulos. No Destination X, Sabin e Shelley derrotaram Generation Me (Jeremy Buck e Max Buck) em uma luta Ultimate X a ganhar outra chance pelo TNA World Tag Team Championship. Sabin e Shelley recebeu sua chance em 12 de abril no episódio do Impact!, mas foram derrotados pelos então campeões Matt Morgan e Amazing Red, que substituiu o lesionado Hernandez na luta. No mês seguinte, no Sacrifice, os Motor City Machine Guns derrotaram Beer Money, Inc. e Team 3D em uma luta de três duplas para ganhar outra chance pelo World Tag Team Championship. Em 11 de julho no Victory Road, os Motor City Machine Guns derrotaram Beer Money, Inc. para ganhar o vago TNA World Tag Team Championship pela primeira vez. Após o Victory Road, os Motor City Machine Guns entraram em uma série melhor de cinco lutas com Beer Money, Inc., contestada pelo TNA World Tag Team Championship. Beer Money ganhou os dois primeiros combates, que foram uma luta de mesas e uma luta street fight, depois de bater os seus adversários com garrafas de cerveja. No entanto, Sabin e Shelley voltaram a vencer as duas lutas seguintes, uma luta numa jaula de aço e um combate Ultimate X, para igualar o placar em 2-2, configurando uma luta decisiva no episódio de 12 de agosto do Impact!. Em 12 de agosto no episódio do Impact! os Motor City Machine Guns derrotaram Beer Money, Inc. em uma luta de duas quedas para ganhar oa série melhor de cinco lutas, retendo o TNA World Tag Team Championship. No mês seguinte, no No Surrender, os Motor City Machine Guns mantiveram seus títulos em uma luta contra Generation Me. Após o combate, a Generation Me se transformou em vilões, atacando os Machine Guns e lesionando Shelley. No episódio seguinte do Impact!, a Generation Me reivindicou o World Tag Team Championship, alegando que os campeões não seriam capazes de defendê-los em 30 dias, devido à lesão de Shelley, antes de roubar cinturão de campeão do Sabin. Shelley iria, contudo, fazer o seu regresso duas semanas mais tarde e prometeu a Generation Me sua revanche pelo World Tag Team Championship no Bound for Glory. No o pay-per-view, os Motor City Machine Guns derrotaram os Generation Me para manter o TNA World Tag Team Championship. Também no Bound for Glory, o Team 3D anunciou sua aposentadoria do wrestling profissional, mas solicitou uma luta final contra os Motor City Machine Guns, a quem chamavam o melhor dupla do wrestling. Os Motor City Machine Guns aceitaram e a luta ocorreu no dia 7 de novembro de 2010, no Turning Point, onde derrotaram Team 3D para manter o World Tag Team Championship. Sabin também se tornou a primeira, e a até 2025, a única pessoa até agora a sobreviver a um 3D. Depois de Jeremy Buck realizar a contagem em Sabin em uma luta de quartetos mistos, onde os Motor City Machine Guns fizeram parceria com Jay Lethal e Velvet Sky e a Generation Me com Robbie E e Cookie, no episódio de 18 de novembro do Impact!, os Motor City Machine Guns desafiaram a Generation Me para uma luta com a arena vazia.  A luta ocorreu na mesma noite no Reaction, com os Motor City Machine Guns saindo vitoriosos. Em 5 de dezembro no Final Resolution, os Motor City Machine Guns derrotaram Generation Me em uma luta Full Metal Mayhem para manter o World Tag Team Championship. No Genesis, Sabin e Shelley perderam o TNA World Tag Team Championship para Beer Money, Inc., depois de Robert Roode enrolado fazer um "Roll-up" em Sabin, na sequência de uma falha de comunicação entre os Machine Guns. Sabin e Shelley recebeu sua revanche pelo título no seguinte episódio do Impact!, mas perderam novamente devido a uma falha de comunicação. Para os próximos três meses, os Motor City Machine Guns ficaram inativos, devido a Shelley sofreur uma lesão na clavícula e Sabin voltar para a X Division. Em 28 de abril no episódio do Impact!, Shelley fez o seu regresso, salvando Sabin de uma surra nas mãos da Mexican America (Anarquia e Hernandez). Ironicamente, no mesmo dia que Shelley fez o seu regresso, Sabin sofreu uma lesão no joelho em sua luta contra Anarquia. Sabin passou por uma cirurgia no joelho direito no início de maio. No episódio de 2 de junho do Impact Wrestling, Shelley anunciou que Sabin tinha rasgado seus ligamentos cruzado anterior e colateral medial e que estaria fora pelo resto de 2011.
Em 18 de março de 2012, no Victory Road, a TNA começou a promover o retorno de Sabin e os dos Motor City Machine Guns. Em 27 de março, a presidente da TNA Dixie Carter anunciou que Sabin tinha sido liberado para voltar aos ringues. Sabin voltou no episódio de 5 de abril do Impact Wrestling, onde ele e Shelley derrotaram a Mexican America, em um combate de duplas, antes de anunciar a sua intenção de conquistar novamente o TNA World Tag Team Championship, em posse de Magnus e Samoa Joe. No dia 15 de abril, no Lockdown, os The Motor City Machine Guns, sem sucesso desafiaram Magnus e Joe pelo World Tag Team Championship em uma luta numa jaula de aço. Em 21 de maio, foi noticiado que Shelley tinha deixado TNA, acabando com a The Motor City Machine Guns.

#### Lesão e retorno (2012–2014)
Sabin fez sua primeira aparição desde a saída de Shelley da TNA em 31 de maio no episódio do Impact Wrestling, sem sucesso, desafiando Austin Aries pelo Campeonato da X Division. Em 14 de junho no episódio do Impact Wrestling, Sabin, sem sucesso desafiou novamente Aries pelo X Division Championship em uma luta Ultimate X, que também incluiu Zema Ion, durante a qual Sabin lesionou seu joelho esquerdo. No dia seguinte, foi anunciado que Sabin tinha rasgado seu ligamento cruzado anterior esquerdo durante o combate. No episódio do Impact Wrestling de 5 de julho, Sabin voltou a falar sobre sua lesão, mas foi interrompido e eventualmente atacado pelo campeão Mundial dos Pesos-Pesados da TNA, Bobby Roode. Sabin passou por uma cirurgia em seu LCA no dia seguinte.
Sabin voltou ao Impact Wrestling em 2 de maio de 2013, derrotando Sonjay Dutt e Zema Ion em uma luta para determinar o candidato ao Campeonato da X Division. Sabin recebeu sua chance em 16 de maio no episódio do Impact Wrestling, mas foi derrotado pelo campeão Kenny King, em uma luta three-way, envolvendo também Petey Williams. Em 2 de junho, no Slammiversary XI, Sabin derrotou King e Suicide em uma luta Ultimate X para ganhar o seu quinto Campeonato da X Division. Depois, Hulk Hogan apareceu e anunciou a Sabin que em algum momento durante o verão, ele poderia negociar o título para uma chance pelo TNA World Heavyweight Championship. Em 27 de junho, no episódio do Impact Wrestling, ele perdeu o título da X Division para um Suicide impostor (que mais tarde revelou ser Austin Aries) em uma luta three-way, que também incluía Kenny King. Na semana seguinte, Sabin derrotou Aries e o Suicide real, agora conhecido como Manik, para recuperar o Campeonato da X Division pela sexta vez. Em 11 de julho no episódio do Impact Wrestling, Sabin vagou o título em troca de uma chance de disputar o TNA World Heavyweight Championship. Na semana seguinte, Sabin derrotou Bully Ray no Impact Wrestling: Destination X para ganhar o Campeonato Mundial dos Pesos-Pesados, tornando-se no sexto campeão da Tríplice Coroa da TNA no processo. Em 15 de agosto, Sabin enfrentou Bully Ray em uma luta numa jaula de aço pelo campeonato, onde acabou sendo derrotado por Ray após a interferência de Mr. Anderson e Tito Ortiz.
Na edição de 19 de setembro do Impact Wrestling, Sabin se tornaria um vilão depois de atacar Manik após a sua luta contra Jeff Hardy. Uma semana mais tarde, ele perdeu para Manik em uma luta pelo Campeonato da X Division. Em 20 de outubro no Bound for Glory, Sabin derrotou Austin Aries, Jeff Hardy, Manik e Samoa Joe em uma luta Ultimate X para ganhar pela sétima vez o Campeonato da X Division, se tornando na primeira pessoa a conseguir esse feito. No Impact Wrestling de 12 de dezembro, Sabin perdeu o título para Austin Aries e o recuperou três semanas mais tarde, no Impact Wrestling de 2 de janeiro de 2014, perdendo novamente o campeonato para Aries no Impact Wrestling: Genesis em 16 de janeiro, após ser atrapalhado por Velvet Sky. Em 6 de fevereiro no Impact Wrestling, Sabin confrontou Sky e a desafiou para uma luta, que foi marcada para a semana seguinte, mas o combate nunca aconteceu após Alpha Female atacar Sky, alinhado-se com Sabin. Em seguida, Sabin desapareceu da TV até 9 de maio de 2014, quando de sua saída da TNA foi confirmada.

### Ring of Honor (2003–2010)

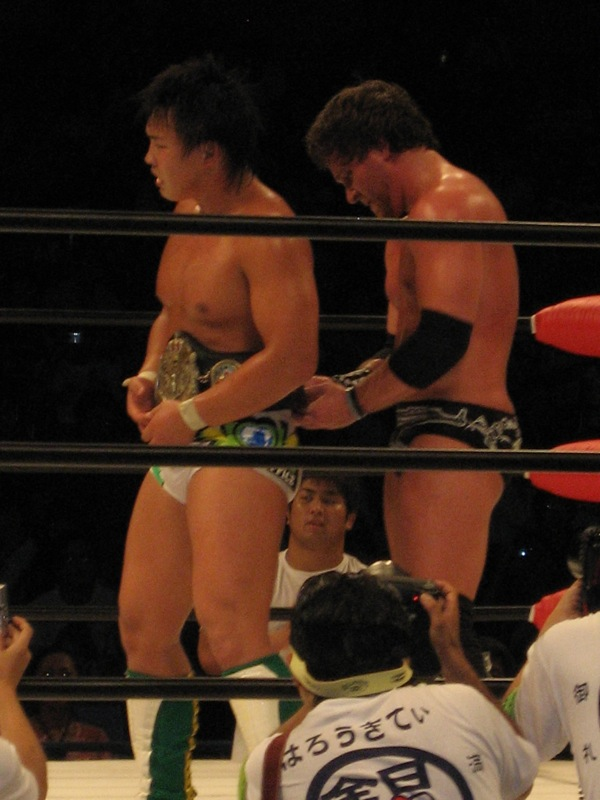
Sabin (direita) colocando o AJPW World Junior Heavyweight Championship ao redor da cintura de Katsuhiko Nakajima, depois de Nakajima havia derrotado Sabin para mantê-lo em agosto de 2007.

Sabin fez sua estréia pela Ring of Honor em 14 de junho de 2003, em uma luta four-way, ganhada por Homicide. Ele iria lutar para a empresa esporadicamente antes de sair em fevereiro de 2004. Ele voltaria em 4 de novembro de 2005, para, sem sucesso desafiar Bryan Danielson pelo ROH World Championship. Ele voltou a ROH, juntamente com seu parceiro Alex Shelley em 30 de março de 2007, após os Briscoe Brothers ganharem o ROH World Tag Team Championship. Os dois desafiaram Jay Briscoe para uma chance pelo título no dia 28 de abril, em Chicago, em seguida, o atacando depois que ele aceitou. Os dois acabariam por perder a luta, deixando a empresa. Eles também trabalharam para a Pro Wrestling Guerrilla, indo em busca do PWG World Tag Team Championship, embora nunca ganharam.
Em abril de 2008, Sabin e Shelley retornaram a ROH, perdendo para The Age of the Fall (Jimmy Jacobs and e Tyler Black) e derrotando os Briscoe Brothers (Jay e Mark) no dia 18 e 19, respectivamente. Em agosto de 2008 Sabin e Shelley voltaram a ROH, lutando contra Austin Aries e Bryan Danielson empatando a luta por estouro de tempo limite de 25 minutos, e perdendo para Kevin Steen e El Generico. Eles estavam programados para retornar à ROH em 24 e 25 de outubro, mas foram retirados os eventos pela TNA, sendo substituídos pela The Latin American Xchange.
Em 13 de fevereiro de 2010, a Ring of Honor anunciou em seu oitavo aniversário que os The Motor City Machine Guns voltariam para a empresa em 8 de maio em Nova Iorque. Em 8 de maio os Motor City Machine Guns foram derrotados pelos campeões Mundiais de Duplas da ROH, os Kings of Wrestling (Chris Hero e Claudio Castagnoli) por desqualificação, quando os Briscoe Brothers interferiram na luta.

### Pro Wrestling Zero e New Japan (2006–2010)
Em 25 de agosto de 2006, no show Korauken Hall's ZERO-1 MAX, Sabin e Alex Shelley tornaram-se campeões Internacionais dos Pesos-Leves de Duplas da ZERO-1 Max, quando derrotaram os ex-campeões, Ikuto Hidaka e Minoru Fujita. Eles mantiveram os títulos por quase dois anos, antes de os perder para Minoru Fujita, e seu novo parceiro de dupla, Takuya Sugawara, em 6 de abril de 2008.
Em 4 de janeiro de 2009, Sabin e Shelley derrotaram No Limit (Tetsuya Naitō e Yujiro) no evento Wrestle Kingdom III da New Japan Pro Wrestling para ganhar o Campeonato Mundial dos Pesos-Pesados Junior de Duplas da IWGP. Depois de três defesas de título bem sucedidas, duas das quais tiveram lugar na TNA, Sabin e Shelley perderam o campeonato para Apollo 55 (Prince Devitt e Ryusuke Taguchi) em 5 de julho de 2009, à no NJPW Circuit 2009 New Japan Soul. Em 8 de novembro de 2010, a New Japan Pro Wrestling anunciou que os Motor City Machine Guns estariam retornando para a promoção do mês seguinte, competindo em eventos em 11 e 12 de dezembro. Em 11 de dezembro os Motor City Machine Guns foram derrotados por No Limit em sua luta de retorno à New Japan. No dia seguinte, eles derrotaram a Apollo 55 na quarta luta entre as duas equipes.

### WWE (2024–presente)
Em 13 de setembro de 2024, foi relatado que Sabin e seu parceiro de dupla, Alex Shelley, assinaram um contrato com a WWE. Sabin e Shelley estrearam no SmackDown em 18 de outubro, derrotando A-Town Down Under (Austin Theory e Grayson Waller) e Los Garza ((Angel e Berto) do Legado Del Fantasma na semifinal do torneio que determinava os desafiantes número um ao Campeonato de Duplas da WWE. Eles enfrentarão #DIY (Johnny Gargano e Tommaso Ciampa) na final em 25 de outubro no episódio do SmackDown.

## Vida pessoal
Harter foi inspirado por Hulk Hogan e Bret Hart. Harter usou o dinheiro que ganhou de trabalhar no Metrô para pagar uma escola de wrestling, mas também teve aulas em uma faculdade comunitária.
Harter toca baixo em uma banda chamada The High Crusade, que também inclui o companheiro de TNA Petey Williams, o ex-lutador da TNA Alex Shelley e seus amigos Adam Tatro e Chris Plumb. A banda lançou seu álbum de estréia, "It's Not What You Think", no dia 7 de setembro de 2010.
Em 2008, Sabin, junto com Alex Shelley, apareceu em um episódio da MTV MADE, ensinando um menino de escola os conceitos básicos de wrestling profissional.
Seu nome no ringue é derivado do personagem Sabin Rene Figaro do jogo eletrônico Final Fantasy VI (originalmente lançado nos Estados Unidos como Final Fantasy III).

## No wrestling
- Movimentos de finalização

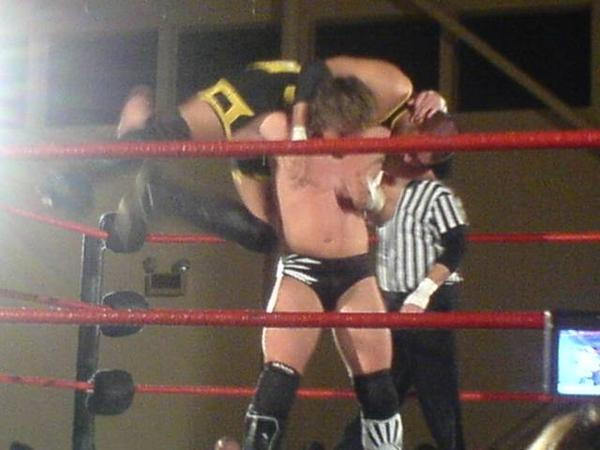
Chris Sabin realizando o Cradle Shock.

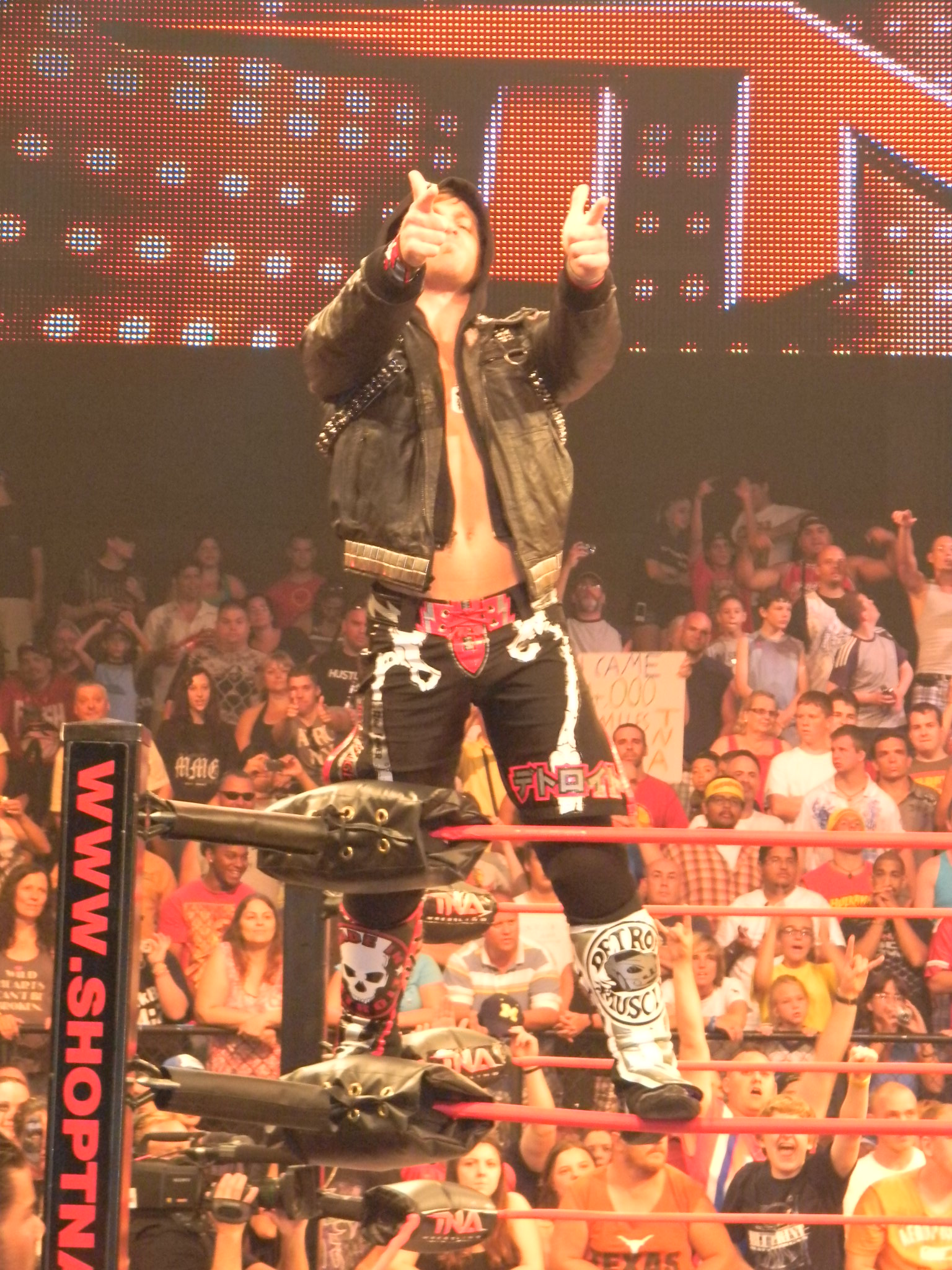
Sabin nas cordas durante sua entrada no ringue.

  - All Hail Sabin (Cross-legged sitout scoop slam piledriver)[115] – 2013–presente
  - Cradle Shock[2][3] (Cross-legged Samoan driver),  às vezes da corda superior.[116]
  - Double hammerlock piledriver[3][117] – 2004–2005
  - Future Shock (Cross-legged fisherman buster)[3][116] – 2003–2005
  - Over Easy (Overhead gutwrench backbreaker rack caindo em um DDT)[3] – 2006
- Movimentos secundários
  - Diving bulldog[118]
  - Diving crossbody[117][119]
  - Leap of Faith (Suicide dive)[3]
  - Múltiplas variações de chutes
    - Bicycle[117]
    - Drop,[117] por vezes, durante um springboarding[118]
    - Enzuigiri[118][120]
    - Hesitation Dropkick (Correndo em um low-angle drop para o adversário aplicando um tree of woe)[121][122]
    - Running big boot em um oponente encurralado[123]

  - Múltiplas variações de powerbomb
    - Crucifix,[120]  às vezes nos cantos do ringue[117]
    - Release[118]
    - Running sitout,[124]  às vezes nos cantos do ringue[125]
    - Spinning[121]

  - Múltiplas variações de suplex
    - Vertical Suplex[117]
    - Tiger[3]
    - X[118]

  - Sabilizer (Swinging side slam backbreaker)[3][116]
  - Somersault plancha[117]
  - Suicide dive[3]
  - Springboard tornado DDT[118][124][126]
  - Straight jacket[3]
  - Tilt-a-whirl headscissors takedown[3][124]
- Com Alex Shelley
  - Movimentos de finalização da dupla

    - ASCS Rush (Combinação Spinning sole kick (Sabin) seguido por um superkick (Shelley) seguido por simultâneos enzuigiri (Sabin) / superkick (Shelley))[127]
    - Made in Detroit (Combinação Sitout powerbomb (Sabin) / Sliced Bread #2 (Shelley))[105][128]
    - Combinação Powerbomb (Sabin) / Double knee backbreaker (Shelley) – 2006–2007
    - Skull and Bones[129] (Combinação Falling neckbreaker (Sabin) / Diving crossbody (Shelley))[51][130]

  - Movimentos secundários da dupla

    - Aided dropkick[131]
    - Aided snap swinging neckbreaker[50]
    - Aided standing Sliced Bread #2[132]
    - Air Raid (Sabin mantém um oponente em um fireman's carry enquanto Shelley realiza um diving double foot stomp no oponente propenso seguido por Sabin realizando  um fireman's carry takeover para os joelhos de Shelley ou um Cradle Shock)[133]
    - Combinação Backbreaker hold (Sabin) / Diving knee drop (Shelley)[134]
    - Bullet Point[135] (Baseball slide (Shelley) seguido de um Hesitation Dropkick (Sabin)  para um oponente realizada na posição tree of woe)
    - Doomsday dropkick[136]
    - Duplos e estéreos enzuigiris para um ou dois oponentes, respectivamente[137]
    - Double superkick para a sentada ou um oponente de joelhos[138][139]
    - Inverted atomic drop por Shelley seguido de um running dropkick até os joelhos por Sabin seguido de um inverted STF por Shelley seguido de um running dropkick para o rosto do adversário por Sabin[140]
    - Irish whip por Sabin em uma belly to belly suplex por Shelley, aplicando um suplex no adversário em seu parceiro realizado na posição tree of woe[141]
    - Kneeling side slam by Sabin seguido por um frog splash por Shelley[134]
    - Motor City Machine Guns Sandwich (Combinação Running arched big boot (Sabin) / Enzuigiri (Shelley) em um oponente encurralado)[134][142]
    - Combinação Reverse STO (Shelley) / Jumping enzuigiri (Sabin)[134]
    - Combinação de simultâneos diving leg drop (Sabin) / diving splash (Shelley)[132]
    - Combinação Spinning legsweep (Sabin) / Spinning wheel kick (Shelley)[143]
    - Springboard dropkick por Sabin em uma reverse STO por Shelley[139]
    - Standing inverted Indian deathlock surfboard por Shelley seguido em um springboard diving leg drop to the back of an opponent's head por Sabin[144]
    - Thunder Express (Combinação Inverted sitout side powerslam (Shelley) / Running cutter (Sabin))[145]
- Gerentes
  - A. J. Pierzynski[3]
  - Traci[3]
  - Trinity[118]
  - Angel Williams
- Alcunhas
  - "The Future"[146]

## Títulos e prêmios
- All American Wrestling

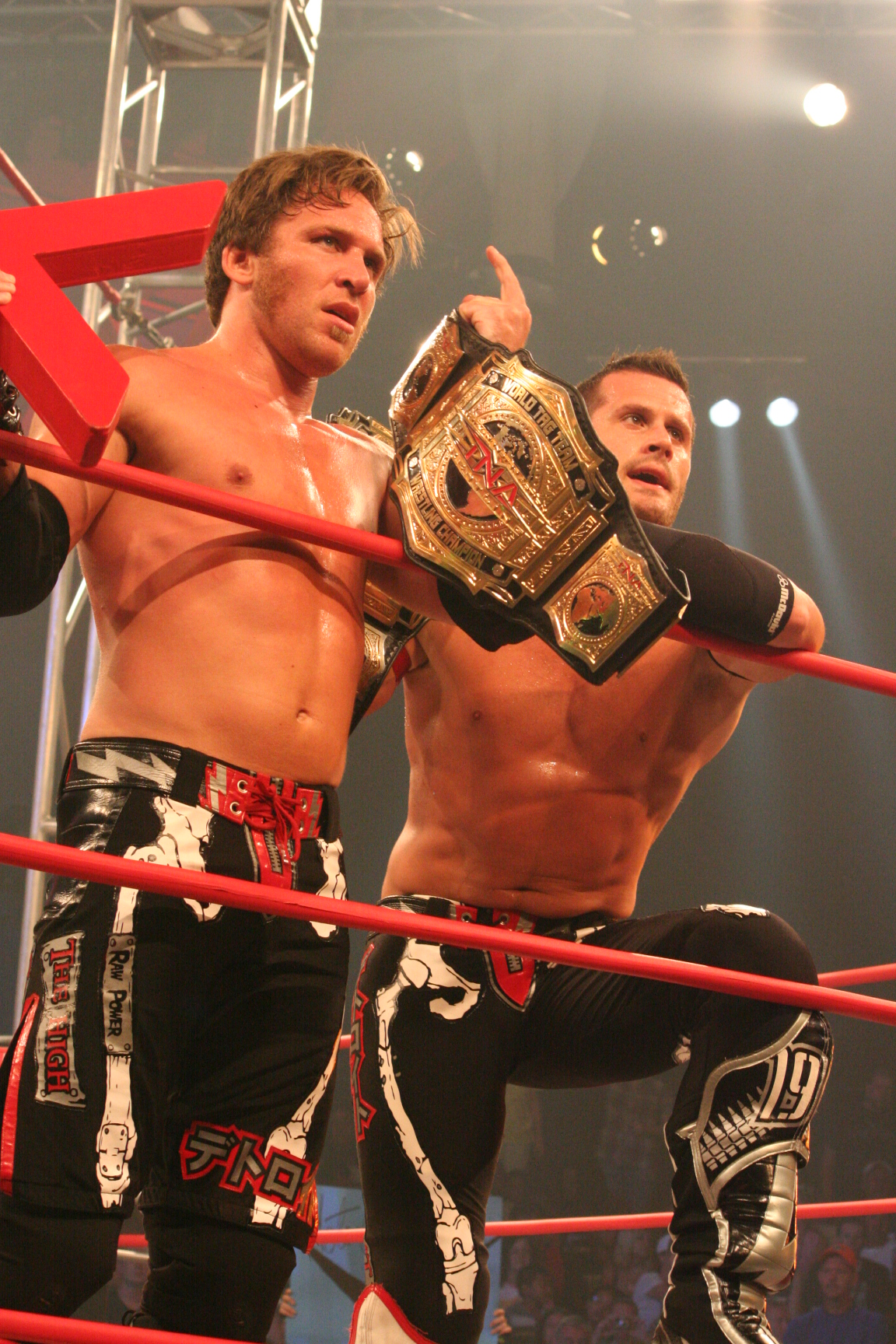
Sabin e Alex Shelley como Campeões Mundiais de Duplas da TNA.

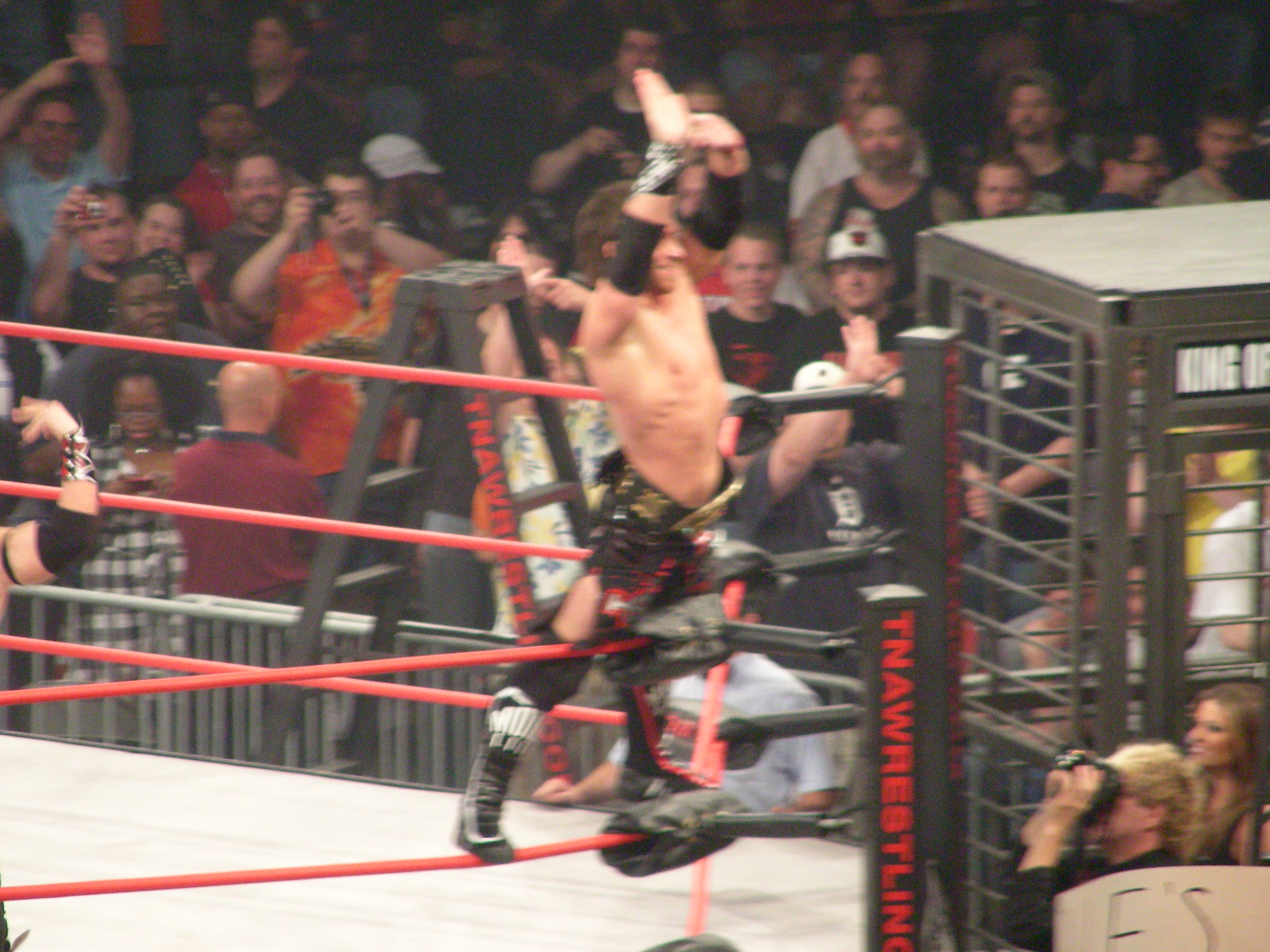
Sabin como Campeão Mundial dos Pesos-Pesados Junior de Duplas da IWGP.

  - AAW Tag Team Championship (1 vez) – com Alex Shelley[147]
- All Japan Pro Wrestling
  - AJPW Junior League (2007)
- Blue Water Championship Wrestling
  - BWCW Cruiserweight Championship (1 vez)[148]
- Border City Wrestling
  - BCW Can-Am Television Championship (2 vezes)[3]
  - Lutador profissional do ano (2007)
- Great Lakes All-Pro Wrestling
  - GLAPW Junior Heavyweight Championship (1 vez)[3]
- International Wrestling Cartel
  - IWC Super Indy Championship (1 vez)[3]
  - Super Indy Tournament (2004)[3]
- Maryland Championship Wrestling
  - MCW Cruiserweight Championship (2 vezes)[3]
- Maximum Pro Wrestling
  - MXPW Cruiserweight Championship (2 vezes)[3]
  - MXPW Television Championship (1 vez)[3]
- New Japan Pro Wrestling
  - IWGP Junior Heavyweight Tag Team Championship (1 vez) – com Alex Shelley[146]
- NWA Florida
  - Jeff Peterson Memorial Cup (2005)[3]
- NWA Great Lakes
  - NWA Great Lakes Heavyweight Championship (1 vez)[3]
  - NWA Great Lakes Junior Heavyweight Championship (1 vez)[3]
- Pro Wrestling Illustrated
  - PWI Dupla do ano (2010) – com Alex Shelley[149]
  - PWI classificou-o em #28 dos 500 melhores lutadores individuais na PWI 500 em 2007[150]
- Pro Wrestling Report
  - Dupla do ano (2010) - com Alex Shelley
- Pro Wrestling Zero1
  - NWA International Lightweight Tag Team Championship (1 vez) – com Alex Shelley[146]
- Ring of Honor
  - Campeonato Mundial de Duplas da ROH (1 vez) – com Alex Shelley[151]
- Total Nonstop Action Wrestling
  - TNA World Heavyweight Championship (1 vez)
  - TNA X Division Championship (10 vezes)[3]
  - TNA World Tag Team Championship (3 vezes) – com Alex Shelley[45]
  - Sexto vencedor da Tríplice Coroa
  - Super X Cup (2003)[3]
  - World X Cup (2004) – com Jerry Lynn, Elix Skipper e Christopher Daniels[3]
  - World X Cup (2006) – com Jay Lethal, Alex Shelley e Sonjay Dutt[3]
  - Luta do ano (2003) vs. Frankie Kazarian e Michael Shane em 20 de agosto de 2003[152]
  - Momento memorável do ano (2003) A primeira luta Ultimate X[152]
  - Dupla do ano (2007) com Alex Shelley[153]
- World Wrestling All-Stars
  - WWA International Cruiserweight Championship (1 vez)[146]
- WWE
  - Campeonato de Duplas da WWE (1 vez) – com Alex Shelley
- Wrestling Observer Newsletter
  - Novato do ano (2003)
  - Pior luta do ano (2006) TNA Reverse Battle Royal no TNA Impact![154]
- Xtreme Intense Championship Wrestling
  - XICW Light Heavyweight Championship (1 vez)[146]
  - XICW Tag Team Championship (1 vez) – com Truth Martini[3]
- Outros títulos
  - MMWA Marquee Heavyweight Championship (1 vez)[3]